# Mesoheros
Mesoheros es un género de peces de agua dulce de la familia de los cíclidos. Sus 3 especies habitan en ambientes acuáticos en Sudamérica cálida.

## Taxonomía
Este género fue descrito originalmente en el año 2015 por los ictiólogos Caleb D. McMahan y Prosanta Chakrabarty.
Etimología
Etimológicamente el nombre genérico Mesoheros se construye con “meso” que en idioma castellano es utilizado como una de las maneras de distinguir al territorio comprendido entre América del Norte y del Sur, es decir Centroamérica (ergo: Mesoamérica), dado que estos cíclidos sudamericanos forman un conjunto filogenéticamente anidado en un clado de cíclidos mesoamericanos. La segunda parte del término ("heros") refiere al nombre utilizado frecuentemente en los epítetos de muchos géneros de cíclidos neotropicales.
Comentarios filogenéticos
Estudios filogenéticos moleculares de cíclidos neotropicales indicaron que este es el único género sudamericano que es parte del clado predominantemente centroamericano Heroini, siendo un grupo hermano austral de aquellos. Este pequeño conjunto de 3 especies (tradicionalmente incluidas dentro de Cichlasoma) fue de este modo, reclasificado en un género propio.

## Especies
Mesoheros se subdivide en 3 especies:
- Mesoheros festae (Boulenger, 1899)
- Mesoheros atromaculatus (Regan, 1912)
- Mesoheros ornatus (Regan, 1905)

## Características
Sus especies poseen una boca moderadamente pequeña que no alcanza el margen anterior de la órbita. Su cuerpo es alargado y en sus lados exhiben 7 (raramente 6) puntos oscuros (o barras). Las aletas impares poseen manchas. Un punto redondeado, de un color negro bien definido, está presente en la parte dorsal del pedúnculo caudal, localizado justo por encima de la línea lateral inferior o sobre la misma.

## Distribución
Las especies que lo integran se distribuyen en Colombia, Ecuador y Perú. En cuencas del Atlántico habitan en el río Atrato; en cuencas del Pacífico ocurren en los ríos San Juan, Baudó, Tumbes, Durango, San Javier y desde el Patía hasta el Esmeraldas.